# 佐藤武
佐藤 武（さとう たけし、1903年4月13日 - 1978年12月8日）は、日本の映画監督である。松竹蒲田撮影所から東宝映画、戦後の新東宝へと転身した。

## 人物・来歴
1903年（明治36年）4月13日、東京府荏原郡目黒村（現在の東京都目黒区）に生まれる。
1932年（昭和7年）ころに、松竹キネマの松竹蒲田撮影所演出部に入社、清水宏、島津保次郎に師事する。同年、詳細不明の映画『かくて田園は輝く』で監督としてクレジットされているが、このころの佐藤は、サード助監督程度のランクにいた。
1938年（昭和13年）、東宝映画の東宝映画東京撮影所に入社、『チョコレートと兵隊』で監督に昇進する。
第二次世界大戦終了後の1947年（昭和22年）、新東宝映画製作所（のちの新東宝）設立に参加、同社の初年度に『九十九人目の花嫁』を監督する。同社は翌年、新東宝となり、1949年（昭和24年）までに同社で4本を手がけるが、1950年（昭和25年）、独立し、1952年（昭和27年）までに東宝作品を4本監督する。1954年（昭和29年）には、新東宝作品を4本監督している。
1957年（昭和32年）、54歳になるころ、大映東京撮影所（現在の角川大映スタジオ）で今村貞雄が監督したドキュメンタリー映画『白い山脈』の編集にクレジットされる。その後、記録映画社でPR映画を監督する。
1978年（昭和53年）12月8日に死去した。満75歳没。

## フィルモグラフィ
特記以外はすべて監督

### 松竹蒲田撮影所
- 『七つの海 後篇 貞操篇』 : 監督清水宏、1932年 - 監督補助
- 『かくて田園は輝く』 : 1932年 - 監督
- 『泣き濡れた春の女よ』 : 監督清水宏、1933年 - 監督補助
- 『港の日本娘』 : 監督清水宏、1933年 - 監督補助
- 『大学の若旦那』 : 監督清水宏、1933年 - 監督補助
- 『東洋の母』 : 総監督清水宏、1934年 - 共同監督、ほかに石川和雄・佐々木康・沼波功雄・荻原耐・恒吉忠康
- 『隣の八重ちゃん』 : 監督島津保次郎、1934年 - 助監督
- 『私の兄さん』 : 監督島津保次郎、1934年 - 監督補助
- 『春琴抄 お琴と佐助』 : 監督島津保次郎、1935年 - 助監督
- 『彼女は嫌いとひいました』 : 監督島津保次郎、1935年 - 原作

### 東宝映画東京撮影所
- 『チョコレートと兵隊』 : 1938年
- 『沙羅乙女』前篇・後篇 : 1939年
- 『幼き者の旗』 : 東宝映画京都撮影所、1939年
- 『若い仲間』 : 1939年
- 『妻の場合 前篇』 : 1940年
- 『妻の場合 後篇』 : 1940年
- 『妻の素顔』 : 東宝映画京都撮影所、1940年
- 『若い先生』 : 東宝映画、1942年
- 『若き日の歓び』 : 東宝映画、1943年
- 『虎彦龍彦』 : 東宝映画、1943年

### 新東宝
- 『九十九人目の花嫁』 : 1947年
- 『大学の門』 : 1948年
- 『わが街は緑なり』 : 1948年
- 『帰国 (ダモイ)』 : 1949年

### 東宝
- 『恋しかるらん』 : 東宝・佐藤プロダクション、1950年
- 『歌姫都へ行く』 : 東宝・三上プロダクション、1950年
- 『肉体の暴風雨』 : 1950年 - 監督・プロデューサー
- 『細川ガラシャ』 : 1952年

### 1952年以降
- 『栄冠涙あり』 : 東映東京撮影所、1952年
- 『クイズ狂時代』 : 東映東京撮影所、1952年

- 『ママの新婚旅行』 : 永和プロダクション / 新東宝、1954年
- 『芸者秀駒』 : ニッポン・プロダクション / 新東宝、1954年
- 『エノケンの天国と地獄』 : 新東宝、1954年
- 『嘘』 : テレビ映画社 / 新東宝、1954年

- 『スラバヤ殿下』 : 日活、1955年
- 『姿なき一〇八部隊』 : 大映東京撮影所、1956年
- 『鷹狩と小熊哀話』 : 新日本映画 / 新東宝、1957年 - 監督・脚本
- 『白い山脈』 : 監督今村貞雄、大映東京撮影所、1957年 - 編集
- 『愛情屋台』 : 記録映画社、1960年

## 註
1. 1 2  佐藤武、キネマ旬報データベース、2009年9月16日閲覧。
2. 1 2  佐藤武、日本映画監督協会、2009年9月16日閲覧。
3. ↑  『昭和30年代の日本・家族の幸福』DVDブックレット